# The Eyes Have It
The Eyes Have It is een sciencefictionkortverhaal geschreven door Philip K. Dick. Het verhaal verscheen voor het eerst in het pulptijdschrift Science Fiction Stories in 1953. Later werd het toegevoegd aan de verhalenbundel Second Variety and Other Classic Stories by Philip K. Dick.

## Samenvatting
De hoofdpersoon, die nooit bij naam genoemd wordt, leest een tekst waar volgens hem een buitenaards ras beschreven wordt.